# Huỳnh Đảm
Huỳnh Đảm (sinh năm 1948) là một chính khách Việt Nam. Ông nguyên là Ủy viên Ban Chấp hành Trung ương Đảng Cộng sản Việt Nam khóa IX, X, Bí thư Đảng đoàn Mặt trận Tổ quốc Việt Nam, Chủ tịch Ủy ban Trung ương Mặt trận Tổ quốc Việt Nam từ 2008 đến 2013. Ông đã được bầu vào vị trí này vào ngày 9 tháng 1 năm 2008, thay thế cho đồng chí Phạm Thế Duyệt nghỉ hưu.

## Tiểu sử
Huỳnh Đảm sinh ngày 30 tháng 12 năm 1948 tại thành phố Cà Mau, tỉnh Cà Mau. Ông đã tốt nghiệp cử nhân luật và kinh tế. Các cương vị ông đã đảm nhận trước khi giữ chức chủ tịch Ủy ban Mặt trận Tổ quốc là: Phó Bí thư tỉnh Đoàn tỉnh Cà Mau, Ủy viên Thường vụ Trung ương Đoàn, Phó Chủ tịch kiêm Tổng Thư ký Hội Liên hiệp Thanh niên Việt Nam, Chủ tịch Hội đồng nhân dân, Phó Bí thư Thành ủy Thành phố Hồ Chí Minh. Từ năm 2002 đến 2008, Huỳnh Đảm đảm nhiệm chức Phó Chủ tịch kiêm Tổng Thư ký Ủy ban Trung ương Mặt trận Tổ quốc Việt Nam, sau đó là Chủ tịch Ủy ban Trung ương Mặt trận Tổ quốc Việt Nam.
Ngày 14/2/2011 tại Hà Nội Huỳnh Đảm xin thôi chức Chủ tịch Ủy ban Trung ương Mặt trận Tổ quốc Việt Nam vì lý do quá tuổi (62). Sau khi thảo luận, đa số ý kiến cho rằng từ xưa đến nay, những người đảm nhiệm chức Chủ tịch Ủy ban Trung ương Mặt trận Tổ quốc Việt Nam tuổi cao là bình thường, miễn là có đủ uy tín và sức khỏe, xét trên các khía cạnh này thì ông Huỳnh Đảm nên tiếp tục đảm nhiệm cương vị Chủ tịch.
Năm 2013 ông Huỳnh Đảm đề nghị Bộ Chính trị phân công Ủy viên Bộ Chính trị sang làm Chủ tịch Ủy ban Trung ương Mặt trận Tổ quốc Việt Nam.
Ngày 5 tháng 9 năm 2013 ông Nguyễn Thiện Nhân Ủy viên Bộ Chính trị được bầu làm Chủ tịch Ủy ban Trung ương Mặt trận Tổ quốc Việt Nam thay thế ông.

## Phong tặng
- Huân chương Độc lập hạng Nhất
- Huân chương Kháng chiến chống Mỹ hạng nhì
- Huân chương Giải phóng hạng ba
- Huy hiệu 55 năm tuổi Đảng